# Fusobacteriota
Phylum
Synonymes
- Fusobacteriota Whitman et al. 2018
- Fusobacteraeota Oren et al. 2015
- Fusobacteria Garrity & Holt 2001

Les Fusobacteriota sont un phylum du règne des Fusobacteriati, au sein du domaine Bacteria, monotypique jusqu'à l'ordre des Fusobacteriales. Son nom provient de Fusobacterium qui est le genre type de ce phylum.
Selon la LPSN (10 avril 2025) ce phylum ne comporte qu'une seule classe, les Fusobacteriia Staley & Whitman 2012.

## Taxonomie
Ce phylum est proposé dès 2001 par G.M. Garrity et J.G. Holt dans la deuxième édition du Bergey's Manual of Systematic Bacteriology sous le nom de « Fusobacteria ». Ce n'est qu'en 2021 qu'il est publié de manière valide par Oren et Garrity après un renommage conforme au code de nomenclature bactérienne (le nom du phylum devant être dérivé de celui de son genre type, en l'occurrence Fusobacterium, par adjonction du suffixe -ota conformément à une décision de l'ICSP en 2021).